# 徐衍东
徐衍东（1949年12月—），男，山东东平人，中华人民共和国政治人物，曾任黑龙江省高级人民法院党组书记、院长，二级大法官，第十届全国人大代表。后被“双开”。